# Kazuko Sawamatsu
Kazuko Sawamatsu (em japonês 沢松和子) (Grosse Pointe, 5 de janeiro de 1951) é uma ex-tenista profissional japonesa.
Foi a primeira japonesa e asiática a ganhar um Grand Slam.

## Grand Slam finass

### Duplas (1 título )
| Ano  | Campeonato | Parceira     | Oponentes                  | Placar        |
| 1975 | Wimbledon  | Ann Kiyomura | Françoise Dürr Betty Stöve | 7–5, 1–6, 7–5 |